# Hypobathrum coriaceum
Hypobathrum coriaceum är en måreväxtart som beskrevs av Elmer Drew Merrill. Hypobathrum coriaceum ingår i släktet Hypobathrum och familjen måreväxter. Inga underarter finns listade i Catalogue of Life.